# الوليد بن محمد التميمي
الوليد بن محمد التميمي المصادري النحوي (؟ - 263 هـ)، يُعرَف كذلك بلقبه الولَّاد. هو نحويٌّ مصري، ومن أوائل نحاة مصر، يعود أصله إلى مدينة البصرة.

## حياته
تعود أصول الولاد إلى مدينة البصرة بالعراق، ولكنَّه نشأ وعاش حياته في مصر. لم يكن لدى الولاد معرفة بالعلوم اللغوية حتى خرج إلى الحج بمكة والتقى هناك بأحد تلاميذ الخليل بن أحمد الفراهيدي، وهو المهلبي فرآه يُلقِي دروساً في النحو فصاحبه وأخذ ما عنده، ومن ثمَّ غادر للقاء الخليل، والتقى به في البصرة فلازمه مدة طويلة وسمع الكثير منه، ثُمَّ اتجه صوب المدينة المنورة ولقي أستاذه السابق المهلبي، فدخل في مناظرة معه وانتصر فيها، فقال له المهلبي: «لقد نَقَّيت يا هذا بعدَنَا الخَردَل»، ثُمَّ عاد الولاد إلى مصر واصطحب معه كُتُباً في اللغة والنحو أملاها له الخليل، ولم يكن في مصر وقتها نحوي معروف، فعمل في تدريس اللغة والنحو في مصر، لذا يُنظر إلى الولاد كأوَّل نحوي وأوَّل من اشتغل في هذا المجال من مصر. ظلَّ الولاد يشتغل بالتدريس حتى وافته المنية في سنة 263 من التقويم الهجري.